# Consonante coronal
Una consonante coronal es aquella que es articulada con la parte frontal de la lengua. Las consonantes coronales se dividen en apical, (las que emplean el ápice o punta de la lengua), laminal (emplea la superficie delantera plana justo antes del ápice), retrofleja (la lengua es encogida), así como otros tipos de variaciones, pues la parte frontal de la lengua es la más habilidosa en la articulación. Las consonantes coronales tienen también otra dimensión: dependiendo del surco formado por la lengua, combinados con las formas de articulación anteriores, podemos obtener sibilantes. 
Según su lugar de articulación, coronales son: las dentales (dientes superiores), las alveolares, (puente alveolar), las distintas consonantes postalveolares.